# 722 до н. е.

## Події
- Початок правління царя Ассирії Саргона II. В перший же рік правління зруйнував столицю Ізраїльського царства Самарію, і увів у полон 27 тисяч родин які розселив у Месопотамії, Ассирії та Мідії.
- Вождь халдейського племені Біт-Якін Мардук-апла-іддін II захопив Вавилон та оголосив себе його царем.
- Початок ведення китайської хроніки "Чуньцю".